# Bartolomé Porredón
Bartolomé Porredón y Cirera aussi connu sous le nom de Ros de Eroles (1795-1847), est un militaire espagnol, engagé dans les rangs carlistes pendant les première et deuxième guerre carliste.

## Biographie
Bartolomé Porredón naît en 1795 à Oliana, dans la maison de campagne de ses parents nommé "Eroles". Issu d'une famille riche, il se consacre tout d'abord à la gestion de l'important patrimoine de son père. Malgré sa vie toute tracée, en 1822, encouragé par son oncle, un prêtre, il rejoint l'armée royale espagnole et combat pour la restauration absolutiste. Il obtient le grade de capitaine, et à la fin du conflit, il se retire sur ses terres natales. Néanmoins, en 1827, il participe à la guerre des mécontents et il est exilé à Ceuta pour cela. 
Désormais opposé à la monarchie espagnole en place, il rejoint les carlistes et en 1833, lors de la première guerre carliste, il organise et équipe un bataillon sous ses ordres. Durant le conflit, il démontre d'impressionnantes qualités de stratèges et vainc à plusieurs reprises des ennemis bien supérieurs en nombre et en équipement. Ainsi, il remporte de nombreuses victoires, comme à Prats de Lluçanès, Oliana, Torás, Solsona, Sant Llorenç de Morunys, Ponts, Biosca, Cardona, Rialp, Ripoll, Castelltersol et Puigcerdá. Nommé à la tête de la Première division d'infanterie de l'armée carliste, il est aussi promu au grade de général. Il pénètre en Aragon avec ses troupes et y fait quelques ravages. Néanmoins, avec la convention d'Ognate, qui signe la fin de la guerre, il est contraint de s'exiler en France.
En 1847, alors que la deuxième guerre carliste est déclenchée, il est l'un des premiers à revenir en Espagne. Avec Benito Tristany et 300 hommes, il s'empare de la ville de Cervera en février. Néanmoins, le 17 mai son compagnon est capturé et exécuté par Manuel Pavía, puis il est lui-même abattu dans son lit à Cervera, d'un coup de baïonnette, alors qu'il était en convalescence.

## Source
- (es) Cet article est partiellement ou en totalité issu de l’article de Wikipédia en espagnol intitulé « Bartolomé Porredón » (voir la liste des auteurs).